# Hyposemansis singha
Hyposemansis singha är en fjärilsart som beskrevs av Achille Guenée 1852. Hyposemansis singha ingår i släktet Hyposemansis och familjen nattflyn. Inga underarter finns listade i Catalogue of Life.

## Bildgalleri

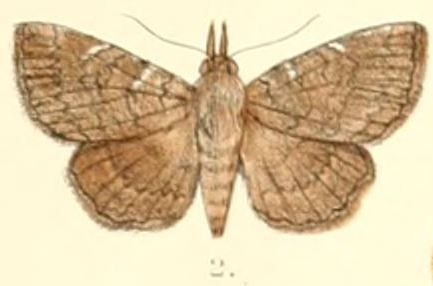